# Emmanuelle Coubat
Emmanuelle Coubat (née le 1er avril 1970 à Besançon) est une pongiste française.
Elle remporte à quatre reprises le titre de championne de France en 1988, 1992, 1993 et 1996. En double dames elle gagne à sept reprises dont six fois avec Sylvie Plaisant, et en double mixte à quatre reprises avec Olivier Marmurek. 
Au niveau international, elle remporte les championnats d'Europe Junior en 1987, et elle est sélectionnée à quatre reprises aux championnats du monde (médaille de bronze par équipes à Chiba au Japon en 1991), et accède à la demi-finale des championnats d'Europe senior en 1994. Elle participe aux Jeux olympiques de 1992 et de 1996.
Aujourd'hui, elle entraîne l'équipe féminine du Kremlin-Bicêtre qui évolue en Pro A.